# Die gefährliche Erbschaft
Die drei ??? und die gefährliche Erbschaft (Originaltitel The Mystery of the Dead Man’s Riddle) aus dem Jahr 1974 ist im amerikanischen Original der 22. Band der Buchreihe Die drei ??? und darin der sechste von William Arden. In Deutschland ist es der 20. Band der Buchreihe (1978) und die 17. Folge der Hörspielreihe (1980).

## Handlung
Der kauzige Millionär Marcus Towne, genannt Dingo, ist verstorben und hinterlässt ein Testament, wonach derjenige erbberechtigt sein soll, der durch Lösen der gestellten Rätsel sein verstecktes Vermögen zu finden vermag. Sein Sohn lebt nicht mehr; im Auftrag seiner Schwiegertochter Nelly und ihres Verlobten, des Anwalts Roger Callow, machen sich die drei Detektive auf die Suche. Anfangs als nervig, später als hilfreich erweist sich der kleine Billy, Nellys Sohn und Dingos Enkel. Doch sie sind nicht die einzigen auf der Jagd; der Neffe und die Nichte des Verstorbenen aus England, Skinny Norris und zwei Männer in einem blauen PKW erschweren den dreien die Ermittlungen, welche schließlich auf einem großen Museumsdampfer im Hafen von Rocky Beach ihr Ende finden.

## Auflösung

### Rätsel
Dingos Vater stammte aus dem Londoner East End; Dingo wurde 1895 in Australien geboren. Im englischsprachigen Original sind die Rätsel eine Mischung aus Cockney und australischem Rhyming Slang (→ unten). Da es dafür im Deutschen keine Entsprechung gibt, wurden insofern andere Umschreibungen und Symbole gewählt.
| Englisch                                                                                              | Deutsch | Bedeutung                                             |
| --- | --- | ----------------------------------------------------- |
| Where the wild dog lives the bottle and stopper [→ cop(per)] shows the way to the billabong.          | Wo der Wildhund haust, das beschirmte Auge Rechts: zum Billabong! [✩]                                                                      | Dingos Haus Polizist Lopez Flussbett beim Ynez Creek  |
| Above the apples and pears [→ stairs] all alone the Lady from Bristol [→ pistol] rides from a friend. | Über Holz über Holz über Stein – [𓊍] droben Knall & [🔫] Fall, und die Abfahrt vom Freund.                                                 | Treppe zur Statue Pistole der Statue Jack Dillon      |
| At the tenth ball of twine [→ sign], you and me [→ cup of tea] see our handsome mug [→ face] ahead.   | Zähl und lies bis zehn, und Stop bei T. [🆃] Wie hinein, so heraus. (Ha, so siehst du aus!)                                                 | Verkehrsschilder Teestube Spiegel                     |
| One man’s victim is another’s darlin’ [→ briny marlin], follow the nose to the place.                 | Es blinkt der Panzer, doch wo ist das Schwert? Trotzdem: immer der Nase nach.                                                              | Schwertfisch Rathaus                                  |
| Where men buy their trouble and strife [→ wife] get out if you can.                                   | Ab hier hat die bessere Hälfte das Sagen. Raus, wenn du kannst!                                                                            | Standesamt spanisch: Salsipuedes (Straße)             |
| In the posh Queen’s old Ned [→ bed], be bright and natural [→ Seven Eleven] and the prize is yours.   | In die Falle [🛏] gelockt ... Über fünfhundert gebietet die Königin. Na, dann gute Nacht! Der Segen kommt von oben.                         | Bett im Dampfer „Queen“ Hinweis auf 7. Rätsel (engl.) |
| Who’d have thought the old man had so much money in him? Roll the dice and the swag is yours!         | Wer hätte gedacht, dass der alte Mann noch so viel Geld in sich hätte? Der Würfel muss rollen, Sechs oben, Eins unten, und alles ist dein! | Macbeth-Zimmer Hinweis auf 7. Rätsel                  |

### Gegner
Die beiden Männer im blauen Wagen sind Gläubiger von Callow. Er hat Spielschulden, die er durch Unterschlagung des aus Edelsteinen bestehenden Nachlasses begleichen will. Im Buch will er außerdem Nelly tatsächlich heiraten, auch um an ihr Grundvermögen zu kommen (siehe unten: #Früheres Testament); im Hörspiel geht es ihm nur um die Edelsteine.

## Illustrationen
Die Illustrationen von Jack Hearne in der amerikanischen Ausgabe zeigen:
- Schatzsucher auf Dingos Anwesen
- Absturz des Hausboots
- Auseinandersetzung zwischen Tante Mathilda und Dingos Neffe Cecil Percival
- die drei Detektive und Dillons Bumerang
- Skinny Norris, wie er zum Rathaus-Parkplatz läuft
- den Ausstellungsleiter auf der „Queen of the South“
- Sturz von Callow und Peter

## Rechtlicher Hintergrund

### „Verrücktes“ Testament
Mit dem „verrückten“ Testament (crazy will) wendet Dingo jemandem, dessen Identität noch nicht feststeht (Finder), gewissermaßen unter aufschiebender Bedingung (Fund) sein Vermögen in Edelsteinen zu. Zugleich bedenkt er vier Personen, darunter seine(n) gesetzlichen Erben, mit je einem Dollar. Keine Bestimmung trifft er darüber, wem sein Vermögen bis zum Bedingungseintritt rechtlich zustehen soll.
Wäre deutsches Recht Erbstatut, ließe sich die Regelung als Nacherbeneinsetzung des Finders verstehen. Vorerbe wäre mangels ausdrücklicher Bestimmung der gesetzliche Erbe (§ 2105 BGB), also Billy. Billy könnte (wenn er nicht selber Finder wird) wegen Beschwerung durch die Nacherbschaft die Vorerbschaft ausschlagen und seinen Pflichtteil verlangen (§ 2306 BGB); Vorerben wären dann die Percivals (ohne Pflichtteilsanspruch). Fraglich bliebe, ob der Nacherbe durch die Bedingung hinreichend bestimmt wäre (vgl. § 2065 Abs. 2 BGB) und, falls ja, wer die Bedingung letztlich erfüllte (Callow? Justus?). Dingos etwaige Testierunfähigkeit (§ 2229 Abs. 4) müsste von demjenigen, der sie geltend macht, erst bewiesen werden (schwierig, da Dingos Rätsel schließlich zum Nachlass führen).
Das kalifornische Recht in der Tradition des Common Law kennt keine Nacherbschaft. Denkbar wäre die Einrichtung eines Trusts mit dem Finder als Beneficiary; allerdings wäre der Trustee nicht benannt, und es bestünden einige Unsicherheiten. Das Buch geht im Original jedenfalls offenbar von der Unwirksamkeit bzw. Anfechtbarkeit des Testaments aus („sure to be broken“). Im Deutschen liegt am Ende ein Übersetzungsfehler vor; das Testament wurde nicht „für rechtskräftig erklärt“, sondern nur „zur Prüfung eingereicht“ („filed for probate“).

### Früheres Testament
Das frühere Testament (earlier will) spielt im Hörspiel fast keine Rolle, wohl aber im Buch. Dingo hatte ursprünglich Billy und Nelly bedacht. Weil er aber die Verbindung zwischen Nelly und Callow nicht gut hieß und Callow nicht traute, hat er sein ursprüngliches Testament aus Callows Kanzlei entwendet und verbrannt und dann das „verrückte“ Testament aufgesetzt.
Callow fälscht das frühere Testament und legt es zwecks Auffindung zu den falschen Edelsteinen, um nach der Heirat an das Grundvermögen seiner bisherigen Verlobten zu kommen, angeblich „weil in Kalifornien einem Ehemann automatisch die Hälfte des Vermögens seiner Frau gehört“ (Justus). Das ist so nicht richtig, hat aber doch einen stimmigen Kern. Kalifornien gehört zu den US-Bundesstaaten, die im ehelichen Güterrecht nach spanischer Rechtstradition vom gesetzlichen Güterstand der Errungenschaftsgemeinschaft (community property) ausgehen. Das bedeutet zwar auch: Was vor der Eheschließung erworben wird, bleibt getrennt; ebenso, was später von Todes wegen erworben wird. Der stimmige Kern jedoch liegt darin begründet, dass in Kalifornien 1969 mit der Abschaffung des Verschuldensprinzips bei der Scheidung auch für deren vermögensrechtliche Folgen eine verschuldensunabhängige hälftige Teilung zur Regel wurde. Bei Scheidung von Nelly hätte Callow also mit einem Teil des Vermögens rechnen können, was nicht möglich gewesen wäre, wenn Billy allein geerbt hätte.

## Trivia
- Einen Santa Ynez River mit Stauseen gibt es bei Santa Barbara wirklich. Lynds hat das fiktive Rocky Beach eher in der Gegend von Santa Barbara und Ventura verortet; der ???-Erfinder Robert Arthur mehr bei Malibu (Topanga Beach).[9]
- In Santa Barbara existiert auch eine Salsipuedes Street,[10] im Hitchcock Canyon von Carmel Valley (Monterey County) eine Salsipuedes Road.[11]